# U-651
| U-651                      | U-651                                                          | U-651                                                          |
| -------------------------- | -------------------------------------------------------------- | -------------------------------------------------------------- |
|                            |                                                                |                                                                |
|                            |                                                                |                                                                |
|                            |                                                                |                                                                |
| Під прапором               | Третій рейх                                                    | Третій рейх                                                    |
| Спуск на воду              | 21 грудня 1940 року                                            | 21 грудня 1940 року                                            |
| Виведений зі складу флоту  | 29 червня 1941 року                                            | 29 червня 1941 року                                            |
| Сучасний статус            | затоплений                                                     | затоплений                                                     |
| Проєкт                     |                                                                |                                                                |
| Тип ПЧ                     | Торпедний ДПЧ                                                  | Торпедний ДПЧ                                                  |
| Основні характеристики     |                                                                |                                                                |
| Швидкість (надводна)       | 17,7 вузлів                                                    | 17,7 вузлів                                                    |
| Швидкість (підводна)       | 7,6 вузлів                                                     | 7,6 вузлів                                                     |
| Робоча глибина занурення   | 100 м                                                          | 100 м                                                          |
| Гранична глибина занурення | 220 м                                                          | 220 м                                                          |
| Екіпаж                     | 44 осіб                                                        | 44 осіб                                                        |
| Розміри                    |                                                                |                                                                |
| Довжина найбільша (по КВЛ) | 67,1 м                                                         | 67,1 м                                                         |
| Ширина корпусу найб.       | 6,2 м                                                          | 6,2 м                                                          |
| Висота                     | 9,6 м                                                          | 9,6 м                                                          |
| Середня осадка (по КВЛ)    | 4,70 м                                                         | 4,70 м                                                         |
| Водотоннажність надводна   | 769 т                                                          | 769 т                                                          |
| Озброєння                  |                                                                |                                                                |
| Артилерія                  | одна палубна гармата калібру 88-мм, одна 20-мм зенітна гармата | одна палубна гармата калібру 88-мм, одна 20-мм зенітна гармата |
| Торпедно- мінне озброєння  | 4 носових і один кормовий ТА. 14 торпед                        | 4 носових і один кормовий ТА. 14 торпед                        |

U-651 — німецький підводний човен типу VIIC часів Другої світової війни.
Замовлення на будівництво човна було віддане 9 жовтня 1939 року. Човен був закладений на верфі суднобудівної компанії «Howaldtswerke Hamburg AG» у Гамбурзі 16 січня 1940 року під заводським номером 800, спущений на воду 21 грудня 1940 року, 12 лютого 1941 року увійшов до складу 1-ї флотилії. Єдиним командиром човна був капітан-лейтенант Петер Ломеєр.
Човен зробив 1 бойовий похід, у якому потопив 2 судна.
Потоплений 29 червня 1941 року в Північній Атлантиці південніше Ісландії (59°52′ пн. ш. 18°36′ зх. д. / 59.867° пн. ш. 18.600° зх. д.) глибинними бомбами британських есмінців «Малькольм», «Сімітер», корветів «Арабіс» і «Вайолет» та мінним тральщиком «Спідвелл». Всі 45 членів екіпажу врятовані.

## Потоплені та пошкоджені кораблі[3]
| Назва         | Тип            | Належність      | Дата           | Тоннаж (БРТ) | Вантаж                                         | Статус    | Місце                                                       |
| Brockley Hill | вантажне судно | Велика Британія | 24 червня 1941 | 5 297        | 7 000 т зерна                                  | потоплено | 58°30′ пн. ш. 38°20′ зх. д. / 58.500° пн. ш. 38.333° зх. д. |
| Grayburn      | вантажне судно | Велика Британія | 29 червня 1941 | 6 342        | 10 570 т сталі, брухту та вантажівок на палубі | потоплено | 59°30′ пн. ш. 18°07′ зх. д. / 59.500° пн. ш. 18.117° зх. д. |